# Dile que la amo (canción)
«Dile que la amo» forma parte del disco Gaudium del grupo Kairo y fue el tercer sencillo que se dio a conocer de este álbum en 1995. Alcanzó los primeros lugares de popularidad durante este año de la promoción tanto que para finales del mismo, se dio a conocer una nueva reedición del álbum con la canción en su versión "Energy Mix". Esta canción es una de las más representativas del grupo.

## Información general
A pesar de que la canción se dio a conocer en la versión original tipo balada en las principales estaciones de radio, se lanzó a finales de 1995 la versión "Energy mix", de esta forma, con una melodía bastante bailable y las coreografías que interpretaba el trío, se escuchó y bailó en los principales antros y discoteques de los años de 1995 y 1996 y fue todo un éxito en las principales estaciones de radio de los países de América Latina siendo uno de los sencillos más promocionados y recordados del trío.
La letra de la canción trata de un muchacho el cual por cuestiones propias del destino, se ha alejado de su amada, la recuerda y la tiene presente en cada fotografía y en cada actividad diaria, y su recuerdo es tanto, que le pide al viento que le diga que la ama.

## Video musical
Para el video musical se tomó la versión "Energy mix" para la melodía, comienza con el trío entrando a un taller automotriz al cual asiste una hermosa mujer, la cual le pide de favor al trío que repare su automóvil el cual esta descompuesto. Inmediatamente Eduardo Verástegui cae enamorado de la joven mujer dedicándole la canción.
A pesar de que se esperaba un video más acorde con la canción ya que esta contiene una letra más romántica, este tuvo gran aceptación por parte de las jóvenes mujeres, ya que en la mayor parte del mismo se muestra el baile y la coreografía que el trío Kairo hacía cuando interpretaba esta canción en eventos, festivales y conciertos.

## Otras versiones
- Esta canción al igual que las otra incluidas en el álbum cuenta con una versión Remix.
- En el 2014 el grupo pop mexicano Los fabulosos 90's publicaron una nueva versión de esta canción como segundo sencillo promocional para su álbum homónimo debut.

- Datos: Q5807101